# Кривцов, Евгений Валерьевич
Евгений Валерьевич Кривцов (25 декабря 1986, Москва, СССР) — российский журналист, телеведущий, оператор и режиссёр, продюсер, сценарист. В настоящее время ведущий и руководитель программы о путешествиях «Жизнь своих» на Первом канале. Генеральный директор творческой мастерской "Студия-А".

## Образование
- Окончил Московский Государственный Университет им. М. В. Ломоносова, факультет международной журналистики (2009 год)[1][2] и Высшие курсы сценаристов и режиссёров, мастерская В. Хотиненко, В. Фенченко.

## Карьера
- 2004—2005 гг. — корреспондент программы «Доброе утро» (Первый канал)
- 2005—2006 гг. — автор и ведущий рубрики «Рабочий полдень» программы «Большой обед» (Первый канал), редактор Дирекции дневного вещания (Первый канал), ведущий детской познавательно-развлекательной игры «Детское время» (Телеканал «Звезда»), редактор журнала «Город женщин»
- 2007—2011 гг. — автор и ведущий детского развлекательно-познавательного шоу «Большие Буквы» (Первый канал. Всемирная Сеть, телеканал «Карусель» (до 2010 года — «Теленяня»))
- 2008—2009 гг. — ведущий программы «Pro деньги», ведущий программы «Техно» («Геймленд»), корреспондент программы «Наша тема» (НТВ)
- 2010 г. — продюсер и корреспондент политического ток-шоу «Честный понедельник» (НТВ), редактор сайта ponedelnik.tv (НТВ), продюсер Праймовой дирекции, программа «Центральное телевидение» (НТВ»)
- 2010—2013 гг. — автор, ведущий и режиссёр программы «Личное время» («Культура»)
- 2014 г. — оператор компании «Panasonic Corporation» на XXII Зимних Олимпийских играх в Сочи
- с 2010 г. по наст. время — генеральный продюсер и главный режиссёр Творческой мастерской «Студия-А».
- с октября 2022 —  по наст. время —  руководитель, ведущий и режиссер программы «Жизнь своих» (Первый канал).
- с 2024 г. — генеральный директор творческой мастерской "Студия-А".

## Фильмография

### Документальные фильмы, ТВ-программы
2009 г.
- «Прерванный полет» (ТВЦ) — автор сценария
- «Ген старости» (РЕН ТВ) — автор сценария и режиссёр
- «Секретная азбука жизни» («Россия-1») — автор сценария[3]

2011 г.
- «Паразиты. Битва за тело» («Россия-1») — автор сценария

2013 г.
- Научно-популярный фильм «Хлеб»:
  - «Хлеб. Ген» — оператор-постановщик («Культура»)
  - «Хлеб. Деньги» — оператор-постановщик («Культура»)
  - «Хлеб. Голод» — оператор-постановщик («Культура»)
  - «Хлеб. Бессмертие» — оператор-постановщик («Культура»)
- «Валентина Терешкова. Немного о личном» — режиссёр («НТМ»)
- «Ангела Меркель. Без протокола» — режиссёр и оператор

2014 г. — по наст. время.
- Цикл «Пряничный домик» —  режиссёр, оператор, («Культура»)

2015 г.
- Научно-популярный фильм «Холод»:
  - «Холод. Тайны льда» —  ведущий, режиссёр-постановщик, оператор[4] («Культура»)
  - «Холод. Человек» —  ведущий, режиссёр-постановщик, оператор[4] («Культура»)
  - «Холод. Цивилизация» —  ведущий, режиссёр-постановщик, оператор[4] («Культура»)
  - «Холод. Психология» —  ведущий, режиссёр-постановщик, оператор[4] («Культура»)

2017 гг.
- Цикл передач о путешествиях «Маршрут построен» — руководитель проекта, ведущий, режиссёр, оператор.[5] В рамках проекта были сняты выпуски о: Чикаго, Мальте, Швеции, Кабардино-Балкарии, Англии. (Первый канал).
- Цикл передач «Дорогами великих книг» — ведущий, режиссёр, оператор, продюсер[5]  («Культура»)
- Документальный фильм «Красное и черное»  —  режиссёр-постановщик, оператор, генеральный продюсер[5]  («Культура»)
- Документальный фильм «Королева леса»  — ведущий, режиссёр-постановщик, оператор, генеральный продюсер(«Культура»)

2018 г.
- Двухсерийный документальный фильм «Дело о другой Джоконде» — оператор-постановщик («Культура»)
- Цикл передач «О временах и нравах» — ведущий, режиссёр, оператор, продюсер[5]  («Культура»)
- Документальный сериал «Книги, заглянувшие в будущее» — режиссёр-постановщик, оператор, генеральный продюсер («Культура»)
  - 1-я серия «Александр Беляев»
  - 2-я серия «Жюль Верн»
  - 3-я серия «Рэй Бредбери»
- Документально-художественный сериал «Заговор генералов» —  ведущий, оператор-постановщик, генеральный продюсер («Культура»)
  - 1-я серия «Гучков. Дело оппозиции»
  - 2-я серия «Жандармы. Дело о развале политического сыска»
  - 3-я серия «Война. Дело о коррупции»
  - 4-я серия «Император. Дело о предательстве».

2019 г. — по наст. время.
- Цикл передач «Улика из прошлого» — оператор-постановщик, продюсер (Телеканал «Звезда»)

2019 — 2020 г.
- Цикл передач «Сюжетный ход» — ведущий, режиссёр, оператор, продюсер (Телеканал «Поехали!», Первый канал. Всемирная сеть)
- Цикл передач «Маршрут построен» — ведущий, режиссёр, оператор, продюсер (Телеканал «Поехали!», Первый канал. Всемирная сеть)
- Цикл передач «СССР. Знак качества» с Гариком Сукачёвым — режиссёр-постановщик, оператор (Телеканал «Звезда»)

2021 г.
- Документальный сериал «Горизонт приключений. Север» —  ведущий, режиссер-постановщик (Телеканал HDL)

2021 г. — по наст. время.
- Программа «СССР. Знак качества» с Иваном Охлобыстиным —  режиссёр-постановщик, оператор (Телеканал «Звезда»)

2022 г. — по наст. время.
- Программа «Жизнь своих» — руководитель проекта, ведущий, режиссер, оператор (Первый канал)

2025 г.
- Работает над циклом документальных фильмов (Первый канал)

### Роли в кино
- 2010 г. — фильм «Обитель» (НТВ), Даниил Нарядов
- 2011 г. — сериал «Зверобой-3» (НТВ), роль фотографа

## Награды
- Национальная премия «Хрустальный компас» за четырехсерийный научно-популярный фильм «Холод»
- Первое место в номинации «Заповедные места России» на XXII Международном экологическом телевизионном фестивале «Спасти и сохранить» за фильм «Королева леса» (г. Ханты-Мансийск, 2018)
- Диплом первой степени Международного кинофестиваля «Северный характер» за документальный сериал «Горизонт приключений. Север»
- Гран-при Международного кинофестиваля «Отцы и дети» за лучший телевизионный литературный проект «Дорогами великих книг»
- Гран-при Международного кинофестиваля «Отцы и дети» за лучший социальный познавательный телепроект «Жизнь своих»